# Déjame vivir
Nosotras las mujeres Chispita
Déjame vivir est une telenovela mexicaine diffusée en 1982 sur Canal de las Estrellas.

## Synopsis
Estrella est une jeune fille pauvre qui lutte pour aller de l'avant avec sa famille (un frère cadet très attaché à elle, une sœur adolescente et ambitieuse et un père souvent absent). Elle est la couturière de Graciela, une dame de la haute-société, qui a engagé la jeune fille pour qu'elle lui fasse ses vêtements. C'est pourquoi, Estrella est amenée à lui rendre visite fréquemment pour lui prendre ses mesures. Lors de l'une de ces visites, Estrella rencontre Enrique, le fils de Graciela qui se sent immédiatement attiré par elle. Enrique entame une relation avec Estrella mais Graciela s'interpose. Elle ne permettra pas que son fils tombe amoureux d'une simple couturière. C'est ainsi qu'Estrella et Enrique devront lutter pour leur amour et faire face à la perfide Graciela une fois pour toutes...

## Distribution
- Daniela Romo : Estrella
- Gregorio Casal : Enrique
- Elizabeth Dupeyrón : Gilda
- Servando Manzetti : Gustavo
- José Reymundi : German, dit El Duque
- Macaria : Yolanda
- Rosalba Brambila : Nina
- Ruben Rojo : Nicolas
- Rodolfo Gomez Lora : Tomasito
- Lilia Aragón : Dalia
- Magda Karina : Mercedes
- Maricruz Nájera : Josefina
- José Elías Moreno : Rafael